# Carl Vinnen (Schiff)
Die Carl Vinnen war ein 1922 in Kiel gebauter, deutscher Motorsegler. Sie war ein 5-Mast-Toppsegelschoner und gehörte zu den legendären Vinnen-Schonern.

## Bau und technische Daten
Die Carl Vinnen wurde bei der Friedrich Krupp Germaniawerft in Kiel für die Bremer Reederei F. A. Vinnen & Co. gebaut. Das Unternehmen hatte im Rahmen des Versailler Vertrages seinen Schiffspark verloren und ließ deshalb zu Beginn der 1920er Jahre mehrere Segelschiffe bei der Germaniawerft bauen. Die Carl Vinnen war das erste Schiff der fünf Vinnen-Schoner und lief dort im Februar 1922 mit der Baunummer 422 vom Stapel. Sie war 80 m lang und 13,5 m breit, hatte 5,8 m Tiefgang und war mit 1827 BRT und 1524 NRT vermessen. Mit mindestens 20 Segeln an ihren fünf Masten konnte sie 1863 m² Segelfläche aufweisen. Zusätzlich war sie mit einem 4-Zylinder-Germania-Dieselmotor von 350 PS ausgestattet, der über einen Festpropeller eine Geschwindigkeit von 5 Knoten ermöglichte. Die Besatzung bestand aus 21 Mann. Wie andere Schiffe des Unternehmens wurde es nach einem Familienmitglied benannt, dem Kunstmaler Carl Vinnen (1863–1922).

## Geschichte
Nach der Ablieferung im Juni 1922 setzte die Reederei Vinnen den Segler vor allem in der Südamerika-Schifffahrt ein. 1924–1931 war der Rostocker Ernst Weitendorf sein Kapitän. Im August lief das Schiff 1939 den spanischen Mittelmeerhafen Cartagena an und wurde nach Ausbruch des Zweiten Weltkriegs dort interniert. Nach Ende des Krieges wurde es 1945 den Briten übergeben, die es aufgrund der schwachen Motorleistung in Gibraltar aufgelegten.
1952 erwarb der deutsche Reeder Heinz Schliewen die Carl Vinnen von den Briten, um seine Flotte an Segelschiffen zu vergrößern. Schliewen war der Ansicht, dass der Betrieb von Frachtseglern weiterhin wirtschaftlich vertretbar sei und hatte 1951 zunächst die Viermastbarken Pamir und Passat erworben. Ende August 1952 kam die Carl Vinnen im Schlepp nach Hamburg. Unter deutscher Flagge kam das Schiff jedoch nicht mehr in Fahrt. Vielmehr wurde der Segler in Hamburg im Waltershofer Hafen neben der Moshulu aufgelegt, die Schliewen ebenfalls erworben hatte.
Im Zuge des Konkurses der Reederei Schliewen wurde das Schiff im Mai 1953 versteigert und zum Schrottpreis vom Direktor der Metall AG aus Göteborg erworben. Anschließend wurde das Schiff in Bremerhaven verschrottet. Mitte August 1953 traf die Carl Vinnen im Schlepp des Schleppers Wotan dort ein.